# Urmietowo
Urmietowo (ros. Урметово) – wieś (sieło) w Rosji, w Baszkortostanie, w rejonie iliszewskim. W 2010 liczyła 654 mieszkańców.